# Пісняр-лісовик канадський
Пісняр-лісовик канадський (Setophaga magnolia) — дрібний комахоїдний птах з роду Setophaga родини піснярових (Parulidae), 

## Назва
Українська видова назва походить від ареалу поширення, в той час як латинська випадково виникла через те, що її автор орнітолог Александер Вілсон вперше побачив пташку на дереві квітучої магнолії.

## Поширення
Пісняр-лісовик канадський у гніздовий період поширений на півночі Північної Америки у північно-східних штатах США та у в центральній і східній Канаді, за винятком крайньої півночі — головно в Манітобі, Саскачевані, Онтаріо та Квебеку. На зимівлю мігрує до південної Мексики та Центральної Америки і на Кариби. Гніздиться переважно в густих хвойних лісах.